# That Devil, Bateese
That Devil, Bateese (O Milhafre (título em Portugal) ) é um filme mudo norte-americano de 1918, dos gêneros drama e ação, dirigido por William Wolbert e estrelado por Monroe Salisbury, Adda Gleason e Lon Chaney. Foi o último filme de Chaney em sua primeira passagem no Universal Studios. O filme é agora considerado perdido.

## Elenco
- Monroe Salisbury - Bateese Latour
- Ada Gleason - Kathleen St. John
- Lamar Johnstone - Martin Stuart
- Lon Chaney - Louis Courteau
- Andrew Robson - Pai Pierre